# Arroios (Vila Real)
Arroios é uma localidade portuguesa sede da Freguesia de Arroios do Município de Vila Real, freguesia com 2,89 km² de área e 1059 habitantes (censo de 2021), tendo, por isso, uma densidade populacional de 366,4 hab./km².
Além da sede, a Freguesia de Arroios engloba no seu território os seguintes lugares: Alto, Cabana, Couto, Ribaboa, Torneiros (sede) e Vilalva.
É uma das freguesias periurbanas de Vila Real, coexistindo zonas rurais esparsas com zonas indistintamente integradas no contínuo urbano da cidade (Bairro de Vilalva, que confronta com a freguesia urbana de Vila Real).

## Demografia
Tinha 455 habitantes em 1801, e 498 habitantes em 1849.
Notas: Os Censos de 1960 indicam um valor diferente para 1878: 464 habitantes. A freguesia de Arroios sofreu perdas territoriais ao longo dos séculos XIX e XX.
A população registada nos censos foi:
| Distribuição da População por Grupos Etários | Distribuição da População por Grupos Etários | Distribuição da População por Grupos Etários | Distribuição da População por Grupos Etários | Distribuição da População por Grupos Etários |
| -------------------------------------------- | -------------------------------------------- | -------------------------------------------- | -------------------------------------------- | -------------------------------------------- |
| Ano                                          | 0-14 Anos                                    | 15-24 Anos                                   | 25-64 Anos                                   | > 65 Anos                                    |
| 2001                                         | 167                                          | 152                                          | 520                                          | 116                                          |
| 2011                                         | 170                                          | 137                                          | 640                                          | 170                                          |
| 2021                                         | 123                                          | 124                                          | 593                                          | 219                                          |

## História
Arroios recebeu foral de D. Afonso III (2 de Abril de 1258), juntamente com Vale de Nogueiras. Mais tarde esteve ligada à fundação de Vila Real, tendo D. Dinis ordenado a compra ou permuta de terrenos aí situados (Vilalva), que foram agregados ao termo da vila fundada em 1289. Incluía então no seu território lugares actualmente pertencente à freguesia de São Pedro: Bairro d’Além da Ponte de Santa Margarida, ou da Guia (passou para São Pedro em 1872), Araucária (passou para São Pedro em 1960).
A história de Arroios está intimamente ligada a Mateus, sendo freguesias meeiras, isto é, partilhando entre si alguns lugares: os fiéis iam à missa uma semana a São João de Arroios e na seguinte a São Martinho de Mateus.
Tal como todas as demais terras pertencentes aos Marqueses de Vila Real, Arroios passou em 1641 para a posse da Coroa, quando o Marquês e o seu herdeiro foram executados sob acusação de conjura contra D. João IV. Em 1654, passou a integrar o património da recém-criada Sereníssima Casa do Infantado, situação que se manteve até à extinção desta, aquando das reformas do Liberalismo.

## Património Cultural
- Capela de Arroios ou Capela de Nossa Senhora das Dores, que integrou o núcleo habitacional da Casa de Arroios